# Jamesbrittenia
Jamesbrittenia, biljni rod iz porodice Scrophulariaceae (strupnikovke), dio je tribusa Limoselleae, potporodica Scrophularioideae. 
Postoji 84 priznate vrste iz tropske i  Južne Afrike, te sa Indijskog potkontinenta. Tipična vrsta je jednogodišnja raslinja, Jamesbrittenia dissecta, raširena po Africi (Egipat, Sudan) i Aziji (Indija, Bangladeš)., 

## Etimologija
Rod Jamesbrittenia je dobio ime po Jamesu Brittenu, britanskom botaničaru (1846-1924).

## Opis
Grmovi, višegodišnje ili jednogodišnje biljke, žljezdaste i često aromatične. Listovi nasuprotni, često gore naizmjenični, jednostavni ili duboko razdijeljeni. Cvat grozdast s cvjetovima pojedinačnim u pazušcima. Čaška 5-režnjevita, razdijeljena skoro do baze. Cijev vjenčića odozdo uvijek cilindrična, blizu vrha naglo proširena; u grlu širok poprečni pojas klavatnih (batićastih) dlaka; režnjevi se šire. Prašnika 4, didinamna; prašnici obično uključeni; filamenti se spuštaju niz cijev vjenčića, često do baze, dlakavi. Istaknuta stigma, obično u obliku jezika, s 2 rubne trake papila. Plod je septicidna kapsula. Sjemenke s mrežastim sjemenkama.

## Vrste
1. Jamesbrittenia accrescens (Hiern) Hilliard
2. Jamesbrittenia acutiloba (Pilg.) Hilliard
3. Jamesbrittenia adpressa (Dinter) Hilliard
4. Jamesbrittenia albanensis Hilliard
5. Jamesbrittenia albiflora (I.Verd.) Hilliard
6. Jamesbrittenia albobadia Hilliard
7. Jamesbrittenia albomarginata Hilliard
8. Jamesbrittenia amplexicaulis (Benth.) Hilliard
9. Jamesbrittenia angolensis Hilliard
10. Jamesbrittenia argentea (L.f.) Hilliard
11. Jamesbrittenia aridicola Hilliard
12. Jamesbrittenia aspalathoides (Benth.) Hilliard
13. Jamesbrittenia aspleniifolia Hilliard
14. Jamesbrittenia atropurpurea (Benth.) Hilliard
15. Jamesbrittenia aurantiaca (Burch.) Hilliard
16. Jamesbrittenia barbata Hilliard
17. Jamesbrittenia bergae Lemmer
18. Jamesbrittenia beverlyana (Hilliard & B.L.Burtt) Hilliard
19. Jamesbrittenia bicolor (Dinter) Hilliard
20. Jamesbrittenia breviflora (Schltr.) Hilliard
21. Jamesbrittenia burkeana (Benth.) Hilliard
22. Jamesbrittenia calciphila Hilliard
23. Jamesbrittenia candida Hilliard
24. Jamesbrittenia canescens (Benth.) Hilliard
25. Jamesbrittenia carvalhoi (Engl.) Hilliard
26. Jamesbrittenia chenopodioides Hilliard
27. Jamesbrittenia concinna (Hiern) Hilliard
28. Jamesbrittenia crassicaulis (Benth.) Hilliard
29. Jamesbrittenia dentatisepala (Overkott) Hilliard
30. Jamesbrittenia dissecta (Delile) Kuntze
31. Jamesbrittenia dolomitica Hilliard
32. Jamesbrittenia elegantissima (Schinz) Hilliard
33. Jamesbrittenia filicaulis (Benth.) Hilliard
34. Jamesbrittenia fimbriata Hilliard
35. Jamesbrittenia fleckii (Thell.) Hilliard
36. Jamesbrittenia fodina (Wild) Hilliard
37. Jamesbrittenia foliolosa (Benth.) Hilliard
38. Jamesbrittenia fragilis (Pilg.) Hilliard
39. Jamesbrittenia fruticosa (Benth.) Hilliard
40. Jamesbrittenia giessii Hilliard
41. Jamesbrittenia glutinosa (Benth.) Hilliard
42. Jamesbrittenia grandiflora (Galpin) Hilliard
43. Jamesbrittenia hereroensis (Engl.) Hilliard
44. Jamesbrittenia heucherifolia (Diels) Hilliard
45. Jamesbrittenia huillana (Diels) Hilliard
46. Jamesbrittenia incisa (Thunb.) Hilliard
47. Jamesbrittenia integerrima (Benth.) Hilliard
48. Jamesbrittenia jurassica (Hilliard & B.L.Burtt) Hilliard
49. Jamesbrittenia kraussiana (Bernh.) Hilliard
50. Jamesbrittenia lesutica Hilliard
51. Jamesbrittenia lyperioides (Engl.) Hilliard
52. Jamesbrittenia macrantha (Codd) Hilliard
53. Jamesbrittenia major (Pilg.) Hilliard
54. Jamesbrittenia maritima (Hiern) Hilliard
55. Jamesbrittenia maxii (Hiern) Hilliard
56. Jamesbrittenia megadenia Hilliard
57. Jamesbrittenia megaphylla Hilliard
58. Jamesbrittenia merxmuelleri (Roessler) Hilliard
59. Jamesbrittenia micrantha (Klotzsch) Hilliard
60. Jamesbrittenia microphylla (L.f.) Hilliard
61. Jamesbrittenia montana (Diels) Hilliard
62. Jamesbrittenia multisecta Hilliard
63. Jamesbrittenia myriantha Hilliard
64. Jamesbrittenia namaquensis Hilliard
65. Jamesbrittenia pallida (Pilg.) Hilliard
66. Jamesbrittenia pedunculosa (Benth.) Hilliard
67. Jamesbrittenia phlogiflora (Benth.) Hilliard
68. Jamesbrittenia pilgeriana (Dinter) Hilliard
69. Jamesbrittenia pinnatifida (L.f.) Hilliard
70. Jamesbrittenia primuliflora (Thell.) Hilliard
71. Jamesbrittenia pristisepala (Hiern) Hilliard
72. Jamesbrittenia racemosa (Benth.) Hilliard
73. Jamesbrittenia ramosissima (Hiern) Hilliard
74. Jamesbrittenia sessilifolia (Diels) Hilliard
75. Jamesbrittenia silenoides (Hilliard) Hilliard
76. Jamesbrittenia stellata Hilliard
77. Jamesbrittenia stricta (Benth.) Hilliard
78. Jamesbrittenia tenella (Hiern) Hilliard
79. Jamesbrittenia tenuifolia (Bernh.) Hilliard
80. Jamesbrittenia thunbergii (G.Don) Hilliard
81. Jamesbrittenia tortuosa (Benth.) Hilliard
82. Jamesbrittenia tysonii (Hiern) Hilliard
83. Jamesbrittenia zambesica (R.E.Fr.) Hilliard
84. Jamesbrittenia zuurbergensis Hilliard